# Enjuague bucal

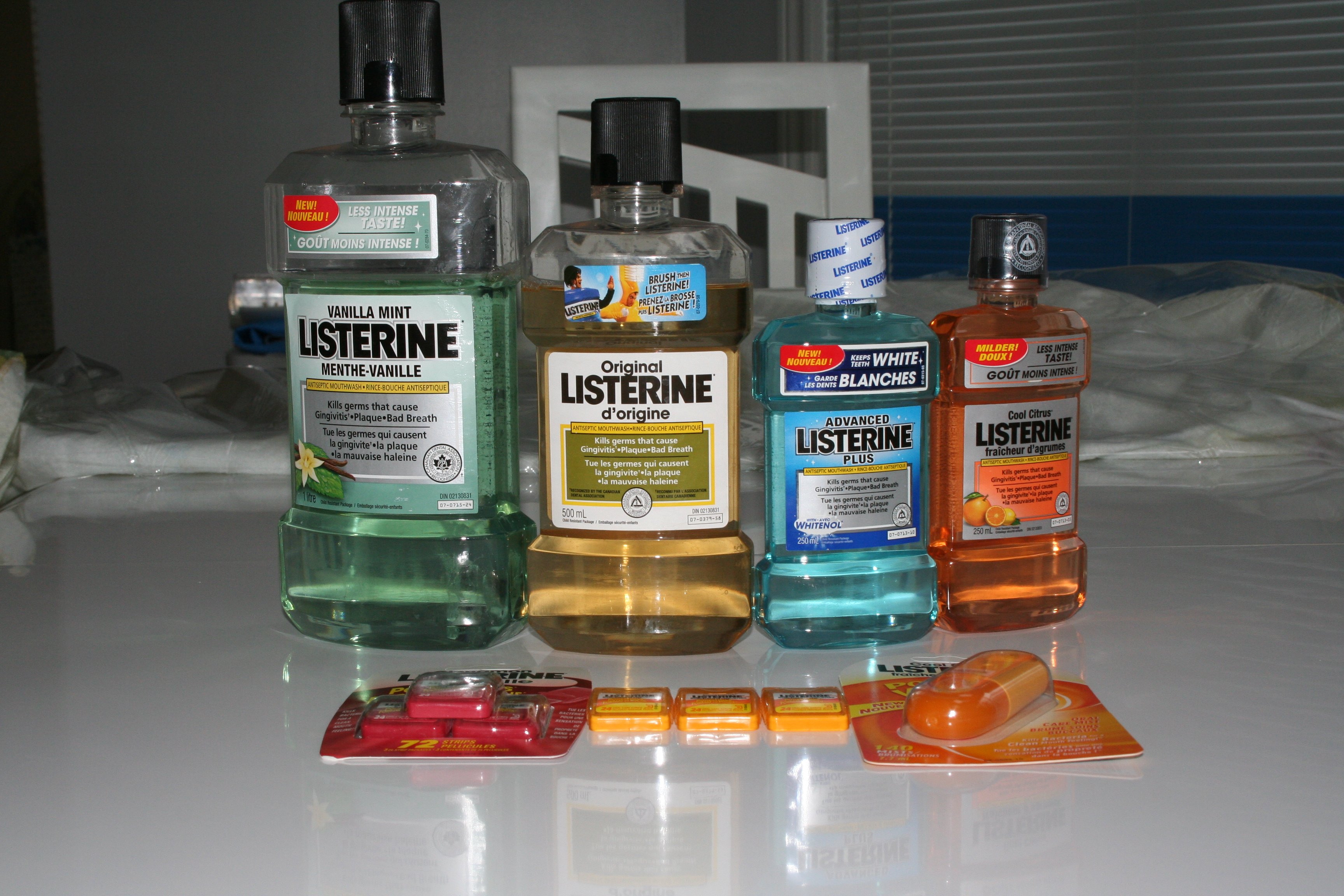
Enjuague bucal

El enjuague bucal es una solución que suele usarse para mantener la higiene bucal, después del cepillado de dientes, para eliminar las bacterias y microorganismos causantes de caries y eliminar el aliento desagradable.
Existen enjuagues con funciones específicas; según su composición, se pueden encontrar enjuagues que se especializan en la prevención de halitosis, es decir, el mal aliento; otros con flúor que previenen la caries y optimizan la calcificación de los dientes. Asimismo, se están diseñando enjuagues bucales con el objetivo de reducir o curar las neoplasias en la cavidad bucal. También hay enjuagues bucales tipo tartar control para inhibir la formación de cálculo e incluso enjuagues bucales "todo en uno" que ofrecen protección integral incluso hasta por 12 horas (desde luego debe ser completado con el cepillado).
Es recomendable evitar diluir los enjuagues debido a que puede disminuir su eficacia.

## Historia
Anton van Leeuwenhoek descubrió organismos vivos en depósitos en los dientes (ahora llamado placa bacteriana). También encontró organismos en el canal al lado de su casa en Delft. Experimentó con muestras de estas bacterias, añadiendo vinagre y brandy, y comprobó como inmovilizaban y mataban los organismos suspendidos en el agua. Experimentó consigo mismo y con otras personas aclarando la boca con vinagre y brandy y encontró que los organismos continuaban en la placa. Él concluyó (acertadamente) que el enjuague no permanecía suficiente tiempo en la boca como para destruir los organismos.
A finales de los años 1960, Harald Loe demostró que un compuesto de clorhexidina podría evitar el desarrollo de placa dental. La razón de la eficacia de la clorohexidina es que se adhiere a la superficie dental, permaneciendo más horas en la boca.
Desde entonces el interés comercial por el enjuague ha sido intenso, y ha aumentado la demanda de productos para combatir la placa bacteriana y las infecciones que conlleva, como la gingivitis.

## Uso
El empleo implica la limpieza de la boca con aproximadamente 20 ml dos o tres veces al día después del cepillado. El enjuague ha de ser vigoroso incluyendo gárgaras durante un minuto. Se recomienda no enjuagar la boca con agua después de escupir el enjuague, y nunca debe ser ingerido.

## Composición

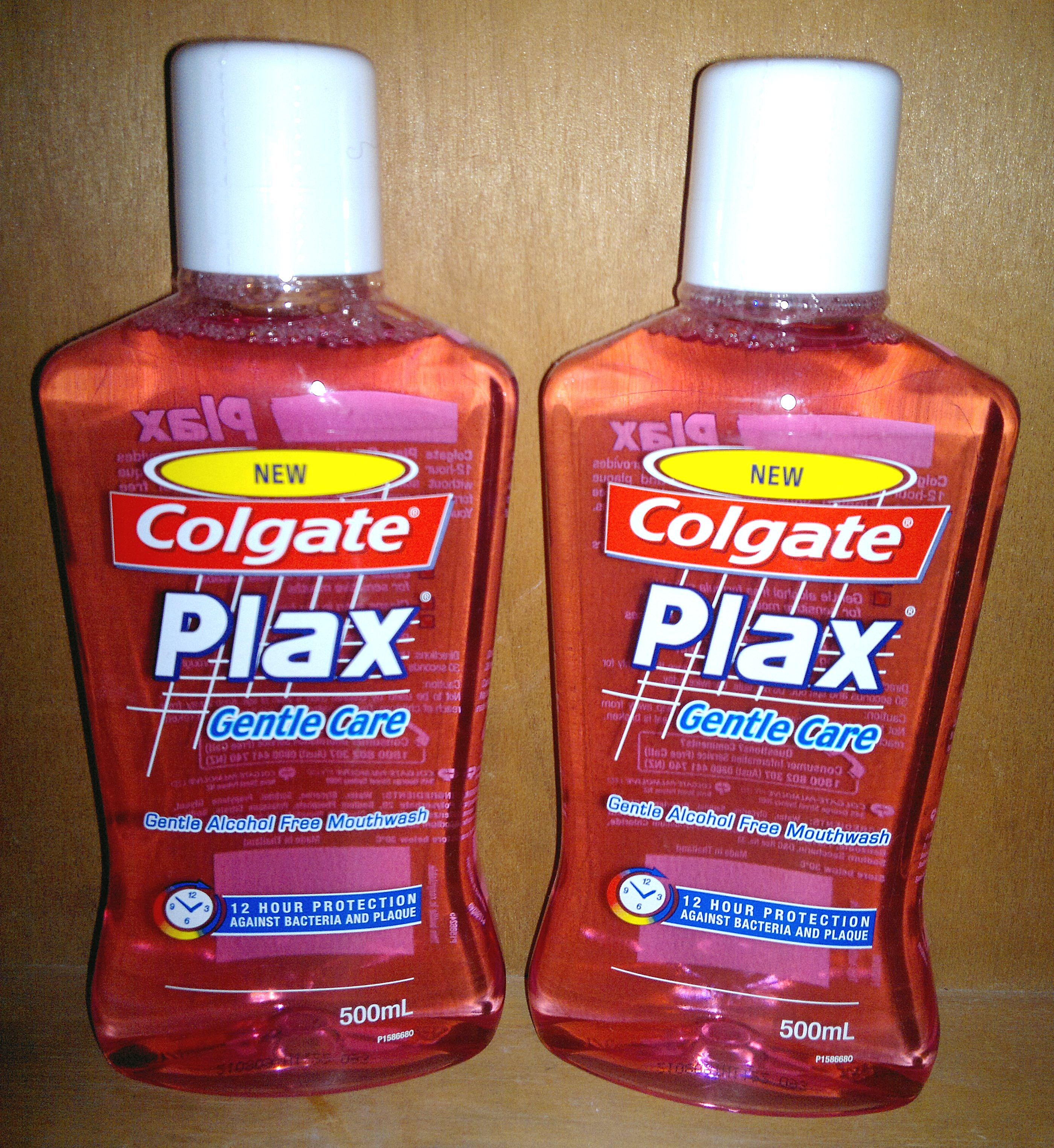
Ejemplo de una marca comercial de enjuague bucal sin alcohol.

Los enjuagues bucales son habitualmente soluciones hidroalcohólicas, esto es, mezclas de alcohol y agua. La concentración de etanol utilizada oscila entre el 4 y el 17%. Estas soluciones suelen utilizarse como vehículo para otros ingredientes activos. 
Uno de los principios activos más habitual es el flúor, una sustancia de probada eficacia anticaries. Además del flúor, los enjuagues bucales suelen incorporar otros ingredientes de efecto antiséptico tales como la clorhexidina, el cloruro de cetilpiridinio, la hexetidina y el triclosan. 
Uno de los aromas más utilizados en los enjuagues bucales es el mentol por la sensación de frescor que deja. Sin embargo, no se recomienda la utilización de mentol en concentraciones superiores al 2 %, ni su uso en productos cosméticos en productos destinados a niños menores de tres años.[cita requerida]
La mayoría de los enjuagues bucales también contienen una pequeña cantidad de stevia o sucralosa, lo cual les da un sabor ligeramente dulce.

## Eficacia
Se ha comparado la eficacia de los antisépticos más utilizados en los enjuagues. La clorhexidina es significativamente superior en eficacia al triclosan. En general, ordenados de mayor a menor efectividad contra la placa bacteriana, clorhexidina, cloruro de cetilpiridinio y triclosan. La clorhexidina tiene la desventaja de producir decoloración y tinción de los dientes y empastes, por lo que solo debe ser utilizada en tratamientos breves a corto plazo.

## Efectos adversos
Los enjuagues comerciales que contienen alcohol en su composición deben ser evitados, pues tienen un efecto irritante y deshidratante en la mucosa de las encías. En efecto, el alcohol es el responsable de la sensación de ardor característica al usar los mismos. Por tal motivo, se están lanzando al mercado enjuagues bucales libres de alcohol.